# Dichagyris sureyae
Dichagyris sureyae là một loài bướm đêm thuộc họ Noctuidae. Nó được tìm thấy ở Thổ Nhĩ Kỳ, tây nam Iran và Israel.
Con trưởng thành bay vào tháng 10. Có một lứa một năm.
The larvae feed at night on low growing plants.